# Devin Brown
Devin Brown (Salt Lake City, 30 de dezembro de 1978) é um jogador de basquete norte-americano. Ele foi campeão da Temporada da NBA de 2004-05 jogando pelo San Antonio Spurs.